# Paracanthonchus macrodon
Paracanthonchus macrodon är en rundmaskart. Paracanthonchus macrodon ingår i släktet Paracanthonchus, och familjen Cyatholaimidae. Arten är reproducerande i Sverige.